# らぶきょん LOVE in 景福宮
『らぶきょん LOVE in 景福宮 』（らぶきょん ラブ イン キョンボックン、朝鮮語: クン、ハングル: 궁/宮）は、韓国の漫画家パク・ソヒによる漫画作品。原題の「宮」は宮殿や宮廷を意味する言葉である。

## 概要
原作者パク・ソヒが高校生時代、首露王陵（수로왕릉。首露王の陵墓）に遊びに行き陵内の建築物を見て回った経験を元に、ノートに描き上げた作品を原案としている。ソウル文化社（서울문화사）刊行の漫画雑誌『Wink』（윙크）にて、2002年から2011年にかけて連載され、全27巻の単行本が発売された。外伝的作品も複数描かれている。
アメリカ合衆国・イタリア・台湾・日本・フランス・香港でも各国語の翻訳版が出版されている。2006年に#テレビドラマ化された他、2010年にはミュージカル化された。
大韓帝国が日本に併合されず、立憲君主制で続いている設定下の現代韓国を舞台とし、突然皇太子妃として王室に入ることとなった女子高校生と、王室の人々、特に夫となる皇太子との関係の変化や進展が描かれている。

## 登場人物

### シン家
| 役名             | 作品中の設定等                                                                                           |
| シン・チェギョン | 主人公。ソウルの一般家庭に育つ普通の女子高生。名門芸術高校で絵画を学んでいる。音楽や美術の才能に優れる。 |
| 父               | 失業中。友人の借金の保証人になったことで家族を貧窮生活に追い込んでしまう。優しいが頼りない。             |
| 母               | 娘思いの母親。娘がシンと結婚した事に伴い府夫人の称号を得る。常に彼女のことを心配している。               |
| チェジュン       | チェギョンの弟。ヒョリンに恋をする。                                                                     |
| 祖父             | 先王の友人で、互いの孫同士を結婚させようと約束した。                                                     |

### 王室（イ家）
| 役名             | 作品中の設定等 |
| イ・シン         | 皇太子でチェギョンの夫。チェギョンと同じ高校に通う。                                                                 |
| 皇太后           | 前国王の王妃。シンとユルの祖母。                                                                                     |
| 国王             | シンの父親。シンに厳しく接する。兄の死により王位についた。                                                           |
| 王妃             | シンの母親で本名はハジョン。                                                                                         |
| 儀嬪（ウィビン） | 前皇太子（国王の兄）の妻でユルの母。夫の死後、ユルを連れてイギリスへと渡ったが帰国、ユルを王位につけようと暗躍する。 |
| イ・ユル         | シンの従兄弟で王位継承権第2位。チェギョンに恋心を抱く。                                                              |
| イ・ソン         | シンの年の離れた弟。                                                                                                 |

### その他
| 役名     | 作品中の設定等 |
| ミル     | 韓国有数の財閥であるWK財閥の会長令嬢。ユルの婚約者であるが、正式発表はされていない。欲しいものを手に入れるためなら手段は選ばない。 |
| ソンジ   | チェギョンのクラスメートで親友。チェギョンがシンと結婚してからも、度々相談に乗るなど変わらずに接する。                             |
| コン内伺 | 朝鮮王朝最後の宦官。本来ならば国王付きであるが、現在王子付きとなっている。                                                         |

## 書誌情報
- 『らぶきょん Love in 景福宮』（パク・ソヒ、佐島顕子訳、新書館刊）

- 1 2006年3月9日発行 ISBN 4403670210
- 2 2006年7月発行 ISBN 4403670245
- 3 2006年7月発行 ISBN 4403670253
- 4 2006年9月22日発行 ISBN 4403670261
- 5 2006年10月発行 ISBN 440367027X
- 6 2006年11月発行 ISBN 440367030X
- 7 2006年12月発行 ISBN  4403670318
- 8 2007年1月発行 ISBN 4403670326
- 9 2007年2月発行 ISBN 4403670334
- 10 2007年3月発行 ISBN 4403670369
- 11 2007年4月発行 ISBN 4403670377
- 12 2007年5月発行 ISBN 4403670385
- 13 2007年6月発行 ISBN 4403670407
- 14 2007年7月発行 ISBN 4403670431

- 15 2007年8月発行 ISBN 440367044X
- 16 2007年12月発行 ISBN 4403670482
- 17 2008年5月発行 ISBN 4403670539
- 18 2008年10月25日発行 ISBN 4403670563
- 19 2009年4月25日発行 ISBN 4403670679
- 20 2009年7月25日発行 ISBN 4403670776
- 21 2009年12月25日発行 ISBN 4403670849
- 22 2010年5月25日発行 ISBN 4403670946
- 23 2010年9月25日発行 ISBN 4403670997
- 24　2010年10月10日初版発行
- 25　2011年８月10日初版発行
- 26　2011年11月25日初版発行
- 27　2012年3月10日初版発行
- 28 （外伝）2012年10月10日初版発行　ISBN 978-4-403-671234

## テレビドラマ
韓国の放送局MBCが2006年に原作漫画と同じく『궁』（クン、宮）の題名でテレビドラマ化した。韓国皇太子と結婚することになる主人公の高校生役をユン・ウネが演じ、相手の皇太子役はチュ・ジフンが演じた。二人とも芸能活動はしていたが俳優として本ドラマがデビュー作となった。
イン・ウナが脚本を書き、ファン・インレが演出し、2006年1月11日から3月30日まで全24回にわたって放送され、最高視聴率約27パーセントを記録した。第1回ソウルドラマアワードでTVドラマ美術監督賞を受賞した。
このドラマに続く形で同様のコンセプトを持ったオリジナルドラマ『宮S』が制作されたことにより、本ドラマは『宮シリーズ』の第1作となった。
日本では『宮～Love in Palace』（クン ラブインパレス）の題名で放送され、2007年にDVDが発売され、2010年にブルーレイディスクが発売された。さらに2012年と2013年にブルーレイディスクとDVDで『ディレクターズ・カット版 コンプリート』が発売された。

### キャスト
- シン・チェギョン：ユン・ウネ（吹替：堀江由衣）
- イ・シン：チュ・ジフン（吹替：日野聡）
- イ・ユル：キム・ジョンフン（吹替：鳥海浩輔）
- ミン・ヒョリン：ソン・ジヒョ（吹替：たかはし智秋）
- 皇太后パク氏：キム・ヘジャ（吹替：久保田民絵）
- 恵政宮（ソ・ファヨン）：シム・ヘジン（吹替：高島雅羅）
- 皇帝（イ・ヒョン）：パク・チャナン（吹替：辻谷耕史）
- 皇后ミン氏：ユン・ユソン（吹替：五十嵐麗）
- ヘミョン公主：イ・ユンジ（吹替：小橋知子）
- チェギョンの父：カン・ナムギル（吹替：岩崎ひろし）
- チェギョンの母（イ・スンレ）：イム・イェジン（吹替：滝沢ロコ）
- シン・チェジュン：キム・ソク
- イ・ガンヒョン：チョン・ジエ
- ユン・ヒスン：タンジ
- キム・スニョン：イ・ウン（吹替：高梁碧）
- カン・イン：チェ・ソンジュン
- チャン・ギョン：イ・ヨンジュ
- リュ・ファン:オム・ソンホ
- コン内官：イ・ホジェ
- チェ尚宮：チョン・スヨン
- チョン女官：チョン・ギョン
- パン女官：イ・ソウォン
- 聖祖：チェ・ブラム
- 孝烈皇太子（イ・ス）：キム・サンジュン
- キム内官：キム・ドンソク
- ソ尚宮：ウォン・ミウォン
- パク尚宮：ユン・ヒジュ
- クァク尚宮：クォン・ヨヌ
- ペク・チュンファ：パク・チョンウ

### スタッフ
- 企画: チェ・チャンウク、ペ・ジョンビョン
- 制作: ソン・ビョンジュン
- 監督: ファン・インレ
- 脚本: イン・ウナ

### 韓国国外での放送

#### 日本
2006年7月よりスカパー系放送局であるMnetで放送された後、同年11月から地上波民放局であるテレビ東京にて放送された。

### 関連商品

#### CD
韓国では2006年にEMIからオリジナルサウンドトラックが2種類発売された。日本では同年9月にポニーキャニオンからサウンドトラックCDが発売されている。

## ミュージカル
2010年に『ミュージカル・宮』として韓国にて初演。初演のイ・シン役は、東方神起のメンバーであるチョン・ユノが務めた。

### キャスト
京都公演
- イ・シン - キム・キュジョン（SS501）、ラン　＊ダブルキャスト
- シン・チェギョン - クァク・ソンヨン
- イ・ユル - チャン・ユジュン、ジョンミン　＊ダブルキャスト
- シン・チェギョン - チェ・イェスル

東京公演
- イ・シン - キム・キュジョン（SS501）、ソンモ　＊ダブルキャスト
- シン・チェギョン - チェ・イェスル、オ・スヒョン   ＊ダブルキャスト
- イ・ユル - チャン・ユジュン、ユ・スンヒョン　＊ダブルキャスト

2012年東京公演
- イ・シン - ソンモ、カンイン（SUPER JUNIOR）＊ダブルキャスト
- シン・チェギョン - チェ・イェスル、シン・ゴウン   ＊ダブルキャスト
- イ・ユル - チャン・ユジュン、ソン・ウォングン　＊ダブルキャスト